# Rongbang (sockenhuvudort i Kina, Hainan Sheng, lat 19,45, long 109,13)
Rongbang är en sockenhuvudort i Kina. Den ligger i provinsen Hainan, i den södra delen av landet, omkring 140 kilometer sydväst om provinshuvudstaden Haikou. Antalet invånare är 6 034. Befolkningen består av 2 836 kvinnor och 3 198 män. Barn under 15 år utgör 24,0 %, vuxna 15-64 år 68 %, och äldre över 65 år 7,0 %.
Runt Rongbang är det ganska tätbefolkat, med 75 invånare per kvadratkilometer. Närmaste större samhälle är Yaxing, 13,5 km öster om Rongbang. Omgivningarna runt Rongbang är en mosaik av jordbruksmark och naturlig växtlighet.
Genomsnittlig årsnederbörd är 2 369 millimeter. Den regnigaste månaden är juli, med i genomsnitt 411 mm nederbörd, och den torraste är januari, med 20 mm nederbörd.